# Kraśnik (Białoruś)
Kraśnik (biał. Краснікі, Krasniki, ros. Красники, Krasniki) – wieś na Białorusi, w obwodzie grodzieńskim, w rejonie brzostowickim, w sielsowiecie olekszyckim. Położona jest 34 km na południe od Grodna, 16,7 km od granicy polsko-białoruskiej, na północnym brzegu rzeki Werecji.

## Historia
W czasach Rzeczypospolitej Obojga Narodów dwór królewski w ekonomii grodzieńskiej, w składzie Wielkiego Księstwa Litewskiego. Według pomiaru z 1558 roku miał powierzchnię 8 mórg pod zabudowę, 4 morgi ogrodów, 22 włóki pola ornego średniego, 9 włók sianożęci na wpół z zaroślami, 2 włóki 12 mórg pod 12 ogrodnikami, 1 włóka dla gumiennego i 1 włóki na służkostwo. Włość kraśnicka obejmowała wójtostwa: weretejskie, podniecieckie, podwołpieńskie, służkowskie i olchowskie. Klucz kraśnicki ekonomii grodzieńskiej w 1680 roku przynosił roczny dochód w wysokości 7522 złp., 16 gr., 9 den. Wieś królewska ekonomii grodzieńskiej położona była w końcu XVIII wieku  w powiecie grodzieńskim województwa trockiego. W wyniku III rozbioru Rzeczypospolitej miejscowość znalazła się na terytorium Imperium Rosyjskiego.
W czasach zaborów folwark w granicach Imperium Rosyjskiego, w guberni grodzieńskiej, w powiecie grodzieńskim, w gminie Bohorodzickiej. Około 1820 roku był własnością hr. Michała Walickiego. W 1902 roku należał do dóbr Mandzin.
Od 1919 roku w granicach II Rzeczypospolitej. 7 czerwca 1919 roku, wraz z całym powiatem grodzieńskim, wszedł w skład okręgu wileńskiego Zarządu Cywilnego Ziem Wschodnich – tymczasowej polskiej struktury administracyjnej. Latem 1920 roku zajęty przez bolszewików, następnie odzyskany przez Polskę. 20 grudnia 1920 roku włączony wraz z powiatem do okręgu nowogródzkiego. Od 19 lutego 1921 roku folwark w województwie białostockim, w powiecie grodzieńskim, w gminie Wielkie Ejsymonty. W 1921 roku były w nim 2 domy mieszkalne.
W wyniku napaści ZSRR na Polskę we wrześniu 1939 roku miejscowość znalazła się pod okupacją radziecką. 2 listopada została włączona do Białoruskiej SRR. 4 grudnia 1939 roku włączona do nowo utworzonego obwodu białostockiego. Od czerwca 1941 roku pod okupacją niemiecką. 22 lipca 1941 roku włączona w skład okręgu białostockiego III Rzeszy. W 1944 roku ponownie zajęta przez wojska radzieckie i włączona do obwodu grodzieńskiego Białoruskiej SRR. Od 1991 roku w składzie niepodległej Białorusi.

## Zabytki
W folwarku częściowo zachowały się jedynie folwarczne zabudowania gospodarcze.

## Demografia
Według spisu powszechnego z 1921 roku, folwark zamieszkany był przez 46 osób, wyłącznie Polaków. Katolicyzm wyznawało 37 jego mieszkańców, prawosławie – 9.